# Liste der belgischen Abgeordneten zum EU-Parlament (2009–2014)
Die Liste der belgischen Abgeordneten zum EU-Parlament (2009–2014) listet alle belgischen Mitglieder des 7. Europäischen Parlaments nach der Europawahl in Belgien 2009.

## Mandatsstärke der Parteien
- SPE: 5
- G/EFA: 4
- NI: 2
- ALDE: 5
- EVP: 5
- EKR: 1

- SPE: 5
- G/EFA: 4
- NI: 1
- ALDE: 5
- EVP: 5
- EKR: 1
- EFD: 1

| Nationale Partei                                | Mandate               | Fraktion                                                                               |
| ----------------------------------------------- | --------------------- | -------------------------------------------------------------------------------------- |
| Open Vlaamse Liberalen en Democraten (Open VLD) | 3                     | Fraktion der Allianz der Liberalen und Demokraten für Europa (ALDE)                    |
| Mouvement Réformateur (MR)                      | 2                     | Fraktion der Allianz der Liberalen und Demokraten für Europa (ALDE)                    |
| Christen-Democratisch en Vlaams (CD&V)          | 3                     | Fraktion der Europäischen Volkspartei (EVP)                                            |
| Centre Démocrate Humaniste (CDH)                | 1                     | Fraktion der Europäischen Volkspartei (EVP)                                            |
| Christlich Soziale Partei (CSP)                 | 1                     | Fraktion der Europäischen Volkspartei (EVP)                                            |
| Parti Socialiste (PS)                           | 3                     | Fraktion der Progressiven Allianz der Sozialdemokraten im Europäischen Parlament (S&D) |
| Socialistische Partij Anders (sp.a)             | 2                     | Fraktion der Progressiven Allianz der Sozialdemokraten im Europäischen Parlament (S&D) |
| Ecolo                                           | 2                     | Die Grünen/Europäische Freie Allianz (G/EFA)                                           |
| Nieuw-Vlaamse Alliantie (N-VA)                  | 1                     | Die Grünen/Europäische Freie Allianz (G/EFA)                                           |
| Groen!                                          | 1                     | Die Grünen/Europäische Freie Allianz (G/EFA)                                           |
| Libertair, Direct, Democratisch (LDD)           | 1                     | Europäische Konservative und Reformisten (EKR)                                         |
| Vlaams Belang (VB)                              | 2                     | Fraktionslose Abgeordnete (NI)                                                         |
| Vlaams Belang (VB)                              | 1 (ab Nov./Dez. 2011) | Fraktionslose Abgeordnete (NI)                                                         |
| Parteilose Abgeordnete (Unabh.)                 | 1 (ab Nov./Dez. 2011) | Europa der Freiheit und der Demokratie (EFD)                                           |
| Gesamt                                          | 22                    |                                                                                        |

## Abgeordnete
| Bild | Name                      | Lebens- daten | von           | bis           | Partei   | Fraktion | Anmerkungen                                                               |
| ---- | ------------------------- | ------------- | ------------- | ------------- | -------- | -------- | ------------------------------------------------------------------------- |
|      | Ivo Belet                 | 1959          | 14. Juli 2009 | 30. Juni 2014 | CD&V     | EVP      |                                                                           |
|      | Frieda Brepoels           | 1955          | 14. Juli 2009 | 31. Jan. 2013 | N-VA     | G/EFA    | Nachrücker: Mark Demesmaeker                                              |
|      | Philip Claeys             | 1965          | 14. Juli 2009 | 30. Juni 2014 | VB       | NI       |                                                                           |
|      | Frédéric Daerden          | 1970          | 14. Juli 2009 | 19. Juni 2014 | PS       | S&D      | Nachrücker: Keiner                                                        |
|      | Philippe De Backer        | 1978          | 5. Sep. 2011  | 30. Juni 2014 | Open VLD | ALDE     |                                                                           |
|      | Véronique De Keyser       | 1945          | 14. Juli 2009 | 30. Juni 2014 | PS       | S&D      |                                                                           |
|      | Jean-Luc Dehaene          | 1940–2014     | 14. Juli 2009 | 15. Mai 2014  | CD&V     | EVP      | Am 15. Mai 2014 verstorben, Nachrücker: Keiner                            |
|      | Anne Delvaux              | 1970          | 14. Juli 2009 | 30. Juni 2014 | CDH      | EVP      |                                                                           |
|      | Mark Demesmaeker          | 1958          | 1. Feb. 2013  | 30. Juni 2014 | N-VA     | G/EFA    | Nachgerückt für Frieda Brepoels                                           |
|      | Isabelle Durant           | 1954          | 14. Juli 2009 | 30. Juni 2014 | Ecolo    | G/EFA    |                                                                           |
|      | Saïd El Khadraoui         | 1975          | 14. Juli 2009 | 30. Juni 2014 | sp.a     | S&D      |                                                                           |
|      | Derk Jan Eppink           | 1958          | 14. Juli 2009 | 30. Juni 2014 | LDD      | EKR      |                                                                           |
|      | Mathieu Grosch            | 1950          | 14. Juli 2009 | 30. Juni 2014 | CSP      | EVP      |                                                                           |
|      | Philippe Lamberts         | 1963          | 14. Juli 2009 | 30. Juni 2014 | Ecolo    | G/EFA    |                                                                           |
|      | Jean-Claude Marcourt      | 1956          | 14. Juli 2009 | 30. Juni 2014 | PS       | S&D      |                                                                           |
|      | Louis Michel              | 1947          | 14. Juli 2009 | 30. Juni 2014 | MR       | ALDE     |                                                                           |
|      | Annemie Neyts-Uyttebroeck | 1944          | 14. Juli 2009 | 30. Juni 2014 | Open VLD | ALDE     |                                                                           |
|      | Frédérique Ries           | 1959          | 14. Juli 2009 | 30. Juni 2014 | MR       | ALDE     |                                                                           |
|      | Bart Staes                | 1958          | 14. Juli 2009 | 30. Juni 2014 | Groen!   | G/EFA    |                                                                           |
|      | Dirk Sterckx              | 1946          | 14. Juli 2009 | 4. Sep. 2011  | Open VLD | ALDE     | Nachrücker: Philippe De Backer                                            |
|      | Marianne Thyssen          | 1956          | 14. Juli 2009 | 30. Juni 2014 | CD&V     | EVP      |                                                                           |
|      | Kathleen Van Brempt       | 1969          | 14. Juli 2009 | 30. Juni 2014 | sp.a     | S&D      |                                                                           |
|      | Frank Vanhecke            | 1959          | 14. Juli 2009 | 30. Juni 2014 | VBUnabh. | NIEFD    | Fraktionsbeitritt am 8. November 2011, Parteiaustritt am 5. Dezember 2011 |
|      | Guy Verhofstadt           | 1953          | 14. Juli 2009 | 30. Juni 2014 | Open VLD | ALDE     |                                                                           |